# Enrico Masseroni
Enrico Masseroni (Borgomanero, 20 febbraio 1939 – Moncrivello, 30 settembre 2019) è stato un arcivescovo cattolico italiano.

## Biografia
Nasce a Borgomanero, in provincia e diocesi di Novara, il 20 febbraio 1939.

### Formazione e ministero sacerdotale
Nel 1950 entra nel seminario diocesano.
Il 29 giugno 1963 viene ordinato presbitero, nella cattedrale di Novara, dal vescovo Placido Maria Cambiaghi.
Nell'ottobre del 1963 viene inviato come viceparroco a Briga Novarese. Nell'ottobre 1964 assume l'incarico di parroco di Forno di Valstrona. Nel 1967 è nominato vicerettore del seminario minore "San Carlo" di Arona.
Nel 1968 consegue la licenza in teologia presso la Pontificia Università Urbaniana di Roma e l'anno successivo è nominato rettore del seminario liceale di Novara.
Nel luglio 1974 consegue la laurea in filosofia presso l'Università Cattolica del Sacro Cuore di Milano e pochi mesi dopo è nominato rettore del seminario "San Gaudenzio" di Novara.

### Ministero episcopale
Il 3 ottobre 1987 papa Giovanni Paolo II lo nomina vescovo di Mondovì; succede a Massimo Giustetti, precedentemente nominato vescovo di Biella. L'8 dicembre successivo riceve l'ordinazione episcopale, nella cattedrale di Novara, dal vescovo Aldo Del Monte, co-consacranti i vescovi Massimo Giustetti e Francesco Maria Franzi. Il 13 dicembre seguente prende possesso della diocesi di Mondovì.
Il 10 febbraio 1996 viene nominato arcivescovo metropolita di Vercelli dallo stesso papa; succede a Tarcisio Bertone, precedentemente nominato segretario della Congregazione per la dottrina della fede. Il 24 marzo prende possesso dell'arcidiocesi ed il 29 giugno riceve il pallio da papa Giovanni Paolo II, nella basilica di San Pietro in Vaticano.
Il 27 febbraio 2014 papa Francesco accoglie la sua rinuncia, presentata per raggiunti limiti di età, al governo pastorale dell'arcidiocesi di Vercelli; gli succede Marco Arnolfo, del clero di Torino. Rimane amministratore apostolico dell'arcidiocesi fino all'ingresso del successore, avvenuto l'11 maggio seguente.
Muore a Moncrivello, in provincia ed arcidiocesi di Vercelli, il 30 settembre 2019 all'età di 80 anni dopo una lunga malattia. Dopo le esequie, celebrate il 3 ottobre dall'arcivescovo Marco Arnolfo nella cattedrale di Vercelli, viene sepolto nella cripta dei vescovi dello stesso edificio.

## Genealogia episcopale e successione apostolica
La genealogia episcopale è:
- Cardinale Scipione Rebiba
- Cardinale Giulio Antonio Santori
- Cardinale Girolamo Bernerio, O.P.
- Arcivescovo Galeazzo Sanvitale
- Cardinale Ludovico Ludovisi
- Cardinale Luigi Caetani
- Cardinale Ulderico Carpegna
- Cardinale Paluzzo Paluzzi Altieri degli Albertoni
- Papa Benedetto XIII
- Papa Benedetto XIV
- Papa Clemente XIII
- Cardinale Marcantonio Colonna
- Cardinale Giacinto Sigismondo Gerdil, B.
- Cardinale Giulio Maria della Somaglia
- Cardinale Carlo Odescalchi, S.I.
- Cardinale Costantino Patrizi Naro
- Cardinale Lucido Maria Parocchi
- Papa Pio X
- Papa Benedetto XV
- Papa Pio XII
- Cardinale Carlo Confalonieri
- Vescovo Aldo Del Monte
- Arcivescovo Enrico Masseroni

La successione apostolica è:
- Cardinale Giuseppe Versaldi (2007)